# Aided Chonchobuir
Aided Chonchobuir ['aðʴeð 'xonxovurʴ] („Conchobars Tod“) ist der Name einer Erzählung aus dem Ulster-Zyklus. In fünf überlieferten Manuskripten sind insgesamt drei verschiedene Versionen der Sage vorhanden. Im Lebor Laignech („Das Buch von Leinster“) wird eine nahezu komplette Version festgehalten, die eine Fortsetzung von Cath Étair („Die Schlacht von Étar“) darstellt.

## Inhalt
Bei der Schlacht von Étar enthauptet der Held Conall Cernach den König Mes Gegra von Leinster und vermischt dessen Gehirn mit Kalk zu einem steinharten Ball. Dieser Ball wird in Ulster als Trophäe aufbewahrt. Der Connachter Krieger Cet mac Mágach stiehlt ihn und verwendet ihn in einem Kampf als Geschoss für seine Schleuder. Er trifft den König Conchobar mac Nessa damit in die Stirn, wo der Ball tief stecken bleibt. Die Ärzte können die Kugel zwar nicht entfernen, da der König sonst sofort sterben würde, jedoch Conchobars Leben vorerst retten. Nach sieben Jahren Siechtum erfährt Conchobar vom Kreuzestod Christi. In einer Version der Erzählung ist er darüber so sehr erzürnt, dass der Ball aus seinem Hirn herausspringt und er an der offene Wunde stirbt. Nach irischer Tradition gilt Conchobar deshalb als Märtyrer schon vor der Christianisierung Irlands.
In einer anderen Handschrift spielen zwei Narren am Hofe von König Conchobar mit dem Hirn-Ball. Cet mac Mágach nimmt ihnen den Ball weg und schleudert ihn auf den König. Der weitere Verlauf der Erzählung deckt sich mit der obigen Version.